# L'or d'en Mackenna
L'or d'en MacKenna (títol original en anglès: Mackenna’s Gold) és una pel·lícula estatunidenca dirigida per J. Lee Thompson, estrenada el 1969. Ha estat doblada al català.

## Argument
Mentre patrulla a la recerca del gàngster Colorado, el xèrif MacKenna per poc es deixa matar per un vell indi solitari. Aquest mor deixant-li el mapa d'un fabulós tresor apatxe, conegut a tota la regió però mai no descobert.

## Repartiment
- Gregory Peck: MacKenna
- Omar Sharif: Colorado
- Camilla Sparv: Inga Bergmann
- Keenan Wynn: Sanchez
- Julie Newmar: Hesh-Ke
- Ted Cassidy: Hachita
- Telly Savalas: Sergent Tibbs
- Lee J. Cobb: el redactor en cap
- Raymond Massey: el capellà
- Anthony Quayle: L'anglès
- Edward G. Robinson: Vell Adams
- Eli Wallach: Ben Baker
- Dick Peabody: Avifa
- Rudy Diaz: Besh
- Robert Phillips: Monkey
- Shelley Morrison: Squaw Pima
- Pepe Callahan: Laguna
- Duke Hobbie: Tinent

## Premis i nominacions
Nominacions
- 1970: Grammy a la millor banda sonora escrita per pel·lícula o televisió per Quincy Jones